# Constituição da Armênia
A Constituição da Armênia foi aprovada e adotada por um referendo nacional em 5 de julho de 1995, que estabeleceu a Armênia como uma república unitária, democrática, soberana e independente. Erevan é definida como a capital nacional, o poder é delegado aos cidadãos, que exercem-no através de eleições diretas para representantes do governo. Decisões relacionadas a mudanças do status constitucional ou a alterações fronteiriças são temas que necessitam de ser encaminhados para aprovação por referendo popular. Em 27 de novembro de 2005, uma consulta popular a nível nacional foi realizada e aprovada, com isso a Constituição será devidamente emendada. Há 117 artigos na atual Carta Magna da Armênia.